# Віктор Турянський
Віктор Турянський (*4 березня 1891, Київ — 13 серпня 1976, Мюнхен) — український актор, режисер та сценарист, що працював в еміграції в Німеччині, Франції та США. В його доробку 90 містичних, комедійних, детективних фільмів, трилерів, сценаристом яким переважно був сам.

## Життєпис

### Актор
Народився у Києві 1891 року. Син художника Костянтина Турянського. При народженні отримав ім'я В'ячеслав. Здобув початкову та середню освіту. Хлопець рано захопився театром і незабаром був прийнятий до трупи Київського театру Миколи Соловцова. 1911 року перебирається до Москви, де до 1912 року стажувався в 1-й школі-студії Московського художнього театру під керівництвом К. С. Станіславського і В. І. Немировича-Данченка.
Обрав собі професію кіноактора та до 1914 року знімався у німому кіно. Першим фільмом була Страшна помста (за українським письменником Миколою Гоголем, 1913 рік). Надалі знімався в кіно в амплуа героїв-коханців. У 1914 році потрапив на фронт і незабаром був важко поранений, довго лікувався в Криму.

### Режисерство в імперії
Протягом 1914—1917 років виступав як режисер. Першим став німий фільм «Симфонія любові та смерті». Загалом в доробку до 1920 року знято 23 фільми, зокрема фільм жахів Жінка-вампір 1915 року.
Після повалення царату та захоплення владу більшовиками у 1917 році, не сприйнявши це перебрався до Ялти, де продовжив знімати фільми працював у Ялті у найбільшій дореволюційній кінокомпанії І. Єрмольєва, яка перебазувалась разом з усіма іншими кінокомпаніями в безпечнішу на той час Україну. Зняв як режисер 12 німих фільмів. У 1918 у фільмі «Шукачі перлів» виступив як режисер, художник і актор. За чутками, останнім став фільм «Дракула» 1920 року.
1918 року одружився з українською акторкою Наталією Кованько.

### Режисерство в еміграції
1920 році перед захоплення Червоною Армією Криму емігрував до Стамбула (Туреччина), а у 1921 році — до Франції. В цей час змінив ім'я на Віктор, а прізвище — на Туржанський. На певний час життя в Парижі Турянський стає режисером у Російській опері князя А. Церетелі, де бере участь у постановці «Пікової дами» П. І. Чайковського (1920 рік), а також членом правління Літературно-артистичного гуртка. У 1921 році знявся в 12-серійному фільмі «La Pocharde» («П'яниця») А. Етьєвана на кіностудії «Ермол'єв-сінема».
З 1922 року співпрацював з кінокомпанією «Альбатрос». 1923 року поставив фільм «Голгофа любові» (Calvaire d'amour), в якому зокрема знявся Володимир Стрижевський. З 1924 працював у компанії «Ciné-France-Film» у Д. Харитонова та Н.Блоха, де зняв як режисер 15 кінокартин.
У 1926—1930 роках Віктор Турянський працював у Голлівуді (контракт на 5 років) на кіностудії Metro-Goldwyn-Mayer, де як помічник режисера брав участь у зйомках фільму Сема Тейлора «Tempest» («Буря», 1928 рік) за сценарієм В. І. Немировича-Данченка, який приїжджав до США.
1927 року був помічником режисера Абеля Ґанса під час знімання фільму «Наполеон» у 1927 році. Того ж року перебирається до Німеччини, де став працювати на в кінокомпанії «Пітер Остермайр-фільмпродукціон» (м. Мюнхен). З 1933 року Туржанський входив у організаційний комітет Будинку артистів. Співпраця тривала до 1935 року.
У 1931 році Турянський познайомився з французькою актрисою Сімоною Сімон і, закохавшись у неї, взяв її на роль у своєму фільмі «Невідома співачка» (1931 рік), потім вона знімалась у його фільмі «Чорні очі» (1935). 1935 році розлучився з дружиною. До 1937 року також працював у Великій Британії та США.
З 1936 року знімав в медіакомпанії УФА, де працював протягом Другої світової війни, знявши 12 фільмів, найвідомішим є «Мелодія, що відлунала» (1938 рік). Відомо, що декілька разів Турянський зустрічався з Гітлером.
У 1945 році з поразкою Німеччини перебрався до Баварії, де мав численних друзів. Слідом за проголошення ФРН 1949 року знову став працювати в кінематографі. 1950 року вийшов його перший повоєнний фільм — «Переслідуваний дияволом».
З 1957 працював в Італії, де як продюсер виступав під псевдонімом Arnaldo Genoino. У 1959 році був режисером, сценаристом і продюсером фільму «Erode il grande» («Цар Ірод Великий»). Після цього час від часу повертався до Німеччини та Франції, де до 1962 року знімав кінострічки. загалом в повоєнний період зняв 23 фільми.
З середини 1960-х жив під Парижем, хоча останні два роки провів у Німеччині (Мюнхен), де і помер 13 серпня 1976 року.

## Мистецтво
Живописом займався усе життя. У 1970 році його художні роботи та ескізи декорацій були показані на виставці театральних і кінематографічних художників в Théâtre de Paris.